# Istebné

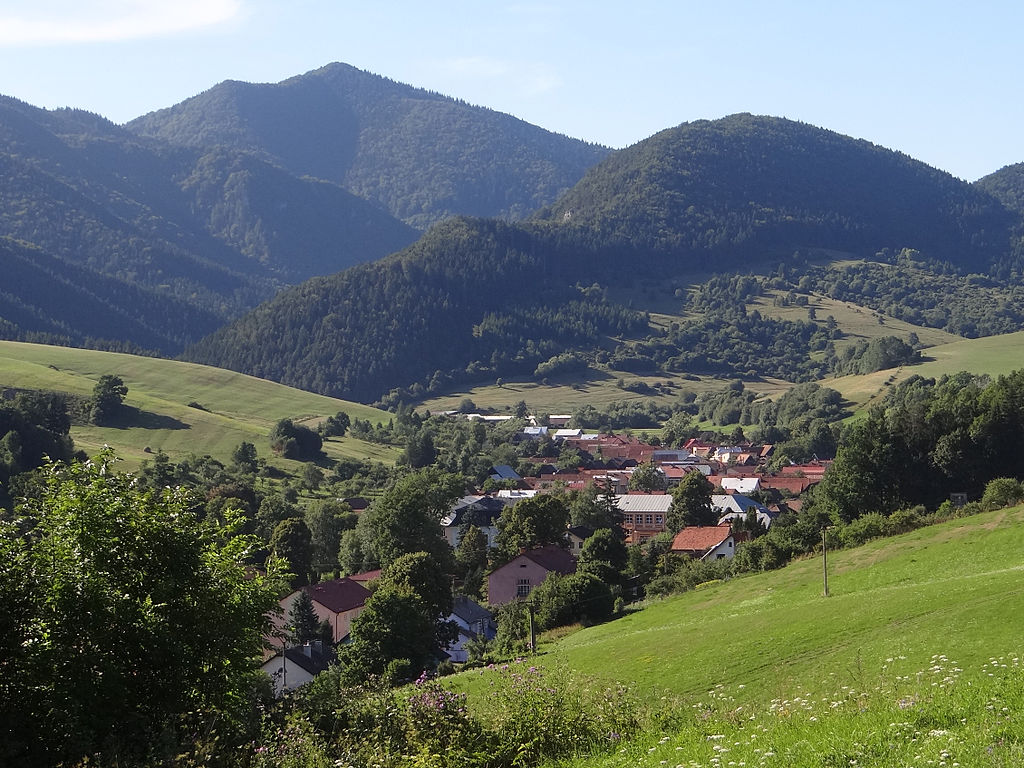
Istebné

Istebné es un pueblo situado en la región Orava, Eslovaquia. Se encuentra en las cercanías de la cadena montañosa Malá Fatra y a 10 km de Dolný Kubín, la ciudad más cercana.

## Historia
Se menciona por primera vez en el año 1316 bajo el nombre de Istebna. En 1382, los nobles Davidovci recibieron Istebné del rey húngaro Luis el Grande. Desde el siglo XVIII poseyeron el pueblo Csillaghyovci y Ambroziovci. En 1828 había en el pueblo 87 casas y 695 habitantes. Se dedicaban a la agricultura. Al principio del siglo XX se construyó la fábrica de ladrillos que se quemó en 1962. En 1952 se puso en marcha la fábrica metalúrgica OFZ y empezó la urbanización con la construcción de los bloques de pisos para los obreros que trabajaban en la fábrica. En la actualidad, la producción en OFZ está completamente parada ya que se desplazó a Široká.

## Demografía
| Año        | 1994 | 2004    | 2014    | 2024    |
| ---------- | ---- | ------- | ------- | ------- |
| Población  | 1473 | 1430    | 1347    | 1286    |
| Diferencia |      | −2,91 % | −5,80 % | −4,52 % |

| Año        | 2023 | 2024    |
| ---------- | ---- | ------- |
| Población  | 1301 | 1286    |
| Diferencia |      | −1,15 % |

## Monumentos históricos
Monasterio del siglo XVIII
Hoy es utilizado como orfanato. 
La iglesia de madera
Esta iglesia pertenece a los monumentos histórico-culturales más importantes en la región. Es del año 1686 y originalmente existió solo como una capilla pequeña. En 1730 esta capilla fue ampliada al construir la torre y las criptas debajo de la iglesia. El plano horizontal tiene forma de cruz griega. En su interior se encuentran las pinturas preciadas, el altar barroco con el cuadro de la Santísima Trinidad y otras instalaciones muy antiguas. Hoy en día la iglesia sigue en función para los creyentes del pueblo. 
El campanario
Se encuentra al lado de la iglesia y es de la primera mitad del siglo XIX.

## Actualidad
En el pueblo se desarrolla el parque industrial con la construcción de la fábrica HOVAL y sus ampliaciones sucesivas. Esta fábrica emplea a la gente de Istebné y también de los alrededores. El pueblo tiene la infraestructura completa. Una de las grandes ventajas de Istebné es su posición ya que está situada cerca de centros turísticos, lugares de la recreación y dos estaciones de esquí – Lúčivná y Kubínska Hoľa.